# Conception objective de la valeur
La conception objective de la valeur est, en économie, l'idée selon laquelle la valeur des choses aurait un fondement objectif indépendant de l'observateur.
La variante la plus ancienne est celle des Physiocrates, selon laquelle la valeur a pour origine la terre.
La variante la plus connue est la théorie de la valeur travail, selon laquelle la valeur d'un bien est formée par le travail qu'il a fallu dépenser pour produire ce bien. Cette thèse a été défendue par les classiques anglais (Adam Smith, David Ricardo), et est une notion importante du marxisme. Ricardo écrit ainsi dans Des principes de l'économie politique et de l'impôt :

« Ce n’est donc pas l’utilité qui est la mesure de la valeur échangeable, quoiqu’elle lui soit absolument essentielle. [...] Les choses, une fois qu’elles sont reconnues utiles par elles-mêmes, tirent leur valeur échangeable de deux sources, de leur rareté, et de la quantité de travail nécessaire pour les acquérir »

Ces deux variantes partent donc de certains éléments de coût qu'ils transposent à la valeur.
À l'opposé, les classiques français et les marginalistes soutiennent que la valeur des choses est une qualité qui leur est attribuée par chaque observateur de façon subjective, et donc variable dans le temps et entre observateurs différents. Les praticiens du "pricing" parlent de leur côté du prix d'acceptabilité.